# Kenwyne Jones
Kenwyne Joel Jones (ur. 5 października 1984 w Point Fortin na wyspie Trynidad) – piłkarz pochodzący z Trynidadu i Tobago, grający na pozycji napastnika.

## Życiorys
Jones urodził się w 1984 roku. Jego matka Lydia była gospodynią domową, zaś ojciec Pamphile żołnierzem. Kenwyne uczył się w St Anthony's College. Jego wujek Philbert Jones również był piłkarzem. Swoją żonę Avalon poznał jako nastolatek. Ma z nią troje dzieci - syna Isaiaha oraz bliźnięta, Ariannę i Kaelyn.

## Kariera
Jones zaczynał profesjonalną karierę w Joe Public. W 2002 roku trafił do innego trynidadzkiego zespołu, W Connection. Natomiast w lipcu 2004 roku przeszedł na zasadzie wolnego transferu do angielskiego zespołu, grającego wówczas w Premiership, Southampton. Wcześniej przebywał w tym klubie na tygodniowych testach. W nowej drużynie nie był początkowo podstawowym graczem i w grudniu został wypożyczony do klubu Football League One, Sheffield Wednesday, w którym to w 7 meczach zdobył 7 bramek. Następnie powrócił do Southampton. 22 stycznia 2005 roku zadebiutował w Premier League w meczu z Liverpoolem. W sezonie 2005/2006 został również na krótki czas wypożyczony do Stoke City, jednak w zespole Świętych brakowało napastników i Jones powrócił do klubu z Southampton, jednak gdy do klubu przyszedł menedżer George Burley Jones częściej zaczął przesiadywać na ławce, m.in. ze względu na Grzegorza Rasiaka. Z czasem jednak z powodzeniem znów występował w pierwszym składzie i w sezonie 2006/2007 strzelił 14 goli dla Świętych będąc drugim strzelcem zespołu po Rasiaku. 29 sierpnia 2007 podpisał kontrakt z Sunderlandem. Do Southampton powędrował wówczas Stern John, a cała transakcja wyniosła 6 milionów funtów. 11 sierpnia Sunderland porozumiał się ze Stoke City w sprawie transferu Jonesa. Piłkarz podpisał czteroletni kontrakt a cała transakcja zamknęła się w granicach 8 milionów euro. Był to transferowy rekord angielskiego klubu. 28 stycznia 2014 r. piłkarz trafił do Cardiff City. 26 marca 2015 został wypożyczony do AFC Bournemouth. 30 czerwca wrócił do Cardiff. 6 stycznia 2016 r. został wypożyczony do Al-Jazira. 30 czerwca ponownie wróćił do Cardiff City. 15 lipca 2016 r. za darmo przeniósł się do Atlanty United, by już dziewięć dni później odejść na wypożyczenie do Central FC. Powrót do Atlanty nastąpił 31 grudnia 2016. 10 grudnia 2017 Kenwyne trafił do Sporting KC za drugo-rundowy pick w SuperDrafcie MLS 2018 i dwóch zawodników: Pomocnika Kévina Oliveira i Tylera Pasher.Kansas City razem z nim otrzymali bramkarza Alexandra Tambakis i czwarto-rundowy pick w SuperDrafcie MLS 2021. 1 stycznia 2018 r. zakończył karierę piłkarską.

## Kariera Międzynarodowa
W reprezentacji Trynidadu i Tobago Jones debiutował 29 stycznia 2003 roku w przegranym 1:2 meczu z reprezentacją Finlandii. Selekcjoner Leo Beenhakker zabrał także Jonesa na Mistrzostwa Świata w Niemczech. Tam Jones zagrał w drugim meczu przegranym 0:2 z reprezentacją Anglii, jednak gra wyspiarzy wstydu im nie przyniosła, a Jones spisywał się bardzo dobrze. Zagrał także w przegranym 0:2 meczu z Paragwajem, ale reprezentacja Trynidadu i Tobago wróciła do domu po fazie grupowe